# Trapania bonellenae
Trapania bonellenae is een slakkensoort uit de familie van de Goniodorididae. De wetenschappelijke naam van de soort is voor het eerst geldig gepubliceerd in 2009 door Valdés.